# Réserve naturelle nationale de l'île du Rohrschollen
La réserve naturelle nationale de l'île du Rohrschollen (RNN133) est une réserve naturelle nationale d’Alsace. Créée en 1997, elle est située sur le Rhin au sud-est de Strasbourg et protège 310 hectares de forêt alluviale. L'île de Rohrschollen mesure 5,3 km de long, 750 m dans sa plus grande largeur, et seulement 100 m au niveau de sa pointe nord.

## Localisation

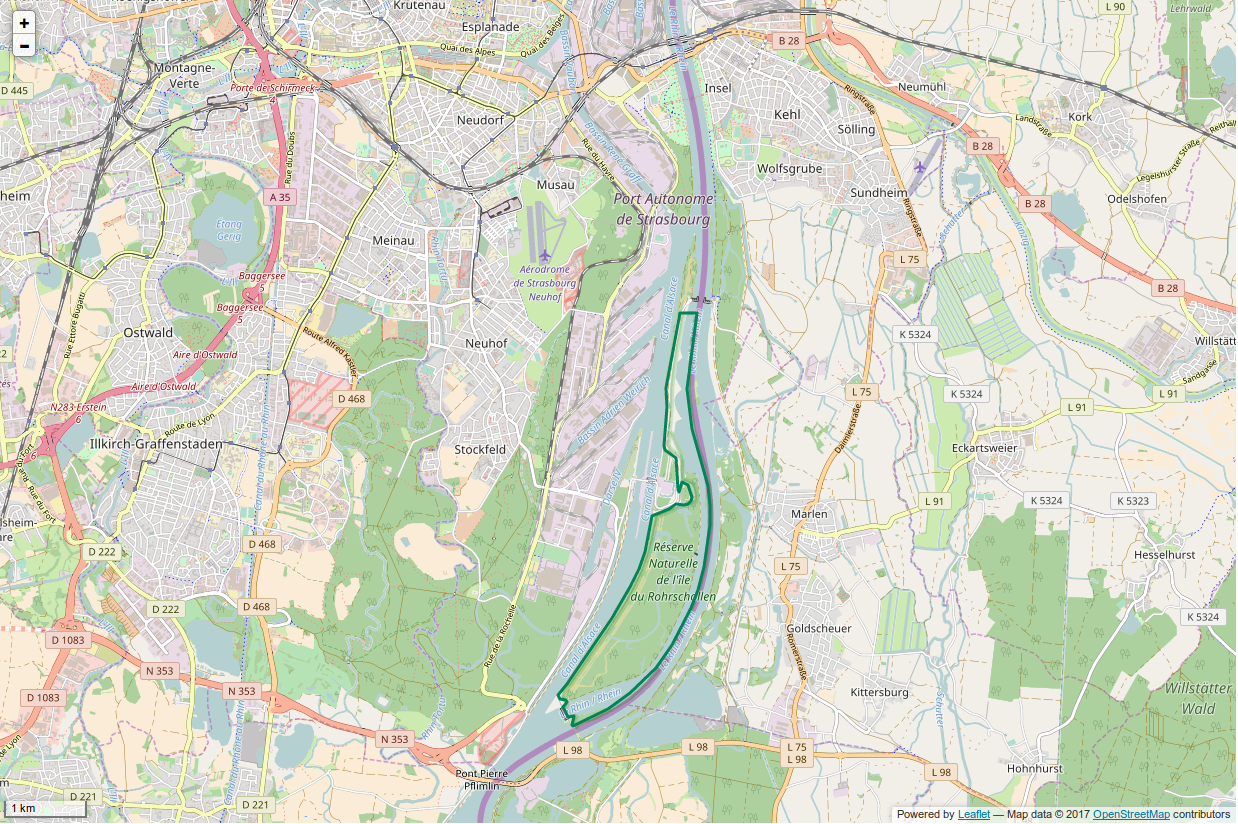
Périmètre de la réserve naturelle.

L'île du Rohrschollen se trouve aux portes méridionales de Strasbourg dans la circonscription administrative du Bas-Rhin, à l’extrême sud du quartier du port du Rhin. À cet endroit, le Rhin a été aménagé par un barrage hydroélectrique qui permet d'assurer le trafic fluvial. l'île se trouve entre le canal d'Alsace et le Vieux Rhin. La réserve naturelle est constituée d’une forêt alluviale (157 ha), d’une prairie alluviale (25 ha) et du Rhin (environ 127 ha) qui fait office de frontière franco-allemande. La réserve est traversée par un cours d’eau naturel : le Bauerngrundwasser, un giessen (voir Nappe phréatique rhénane : Géographie) issu entre autres de remontées phréatiques.

## Toponymie
En alsacien et en allemand, « Schollen » désigne une motte, c'est-à-dire un espace légèrement surélevé, à l’abri des inondations. « Rohr » veut dire tuyau, et serait une référence aux roseaux et à leurs tiges creuses. Ainsi, le nom du site indique qu'il y aurait toujours eu la présence d’îles à cet endroit.

## Histoire du site et de la réserve

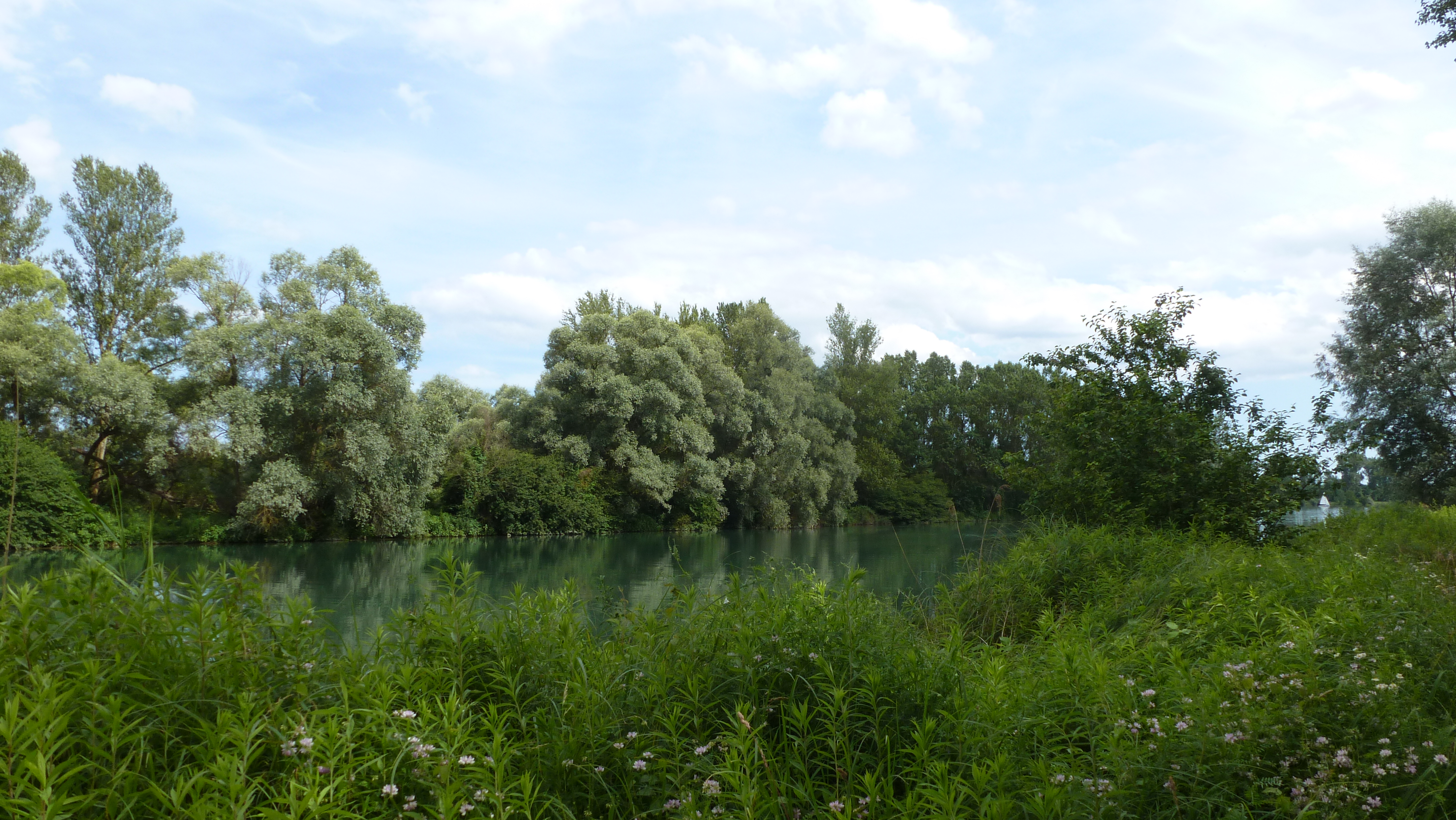
Un bras du Rhin.

Avant que l'homme n'intervienne, le Rhin était un monde en perpétuel mouvement avec des paysages variés et éphémères, constitués d’une mosaïque d’îles, de tailles diverses, séparées les unes des autres par la multitude de bras du fleuve. Des crues régulières se répandaient dans les forêts riveraines. Plusieurs phases d'aménagements successifs aux XIXe et XXe siècles ont domestiqué le fleuve avec des travaux de correction, canalisation et régularisation.
Sur le site du Rohrschollen, des agriculteurs allemands colonisent les terrains gagnés sur le fleuve et une partie des îles est rattachée à la terre ferme, côté ouest. Puis la canalisation du Rhin entre 1959 et 1963 sépare le Rohrschollen de la forêt du Neuhof, créant l’île.
Mais le milieu s’assèche et le niveau de la nappe baisse. L'État allemand finance alors la construction du barrage agricole de Strasbourg-Kehl en 1983-84, en aval de la réserve, pour créer une retenue d’eau et faire remonter le niveau de la nappe.

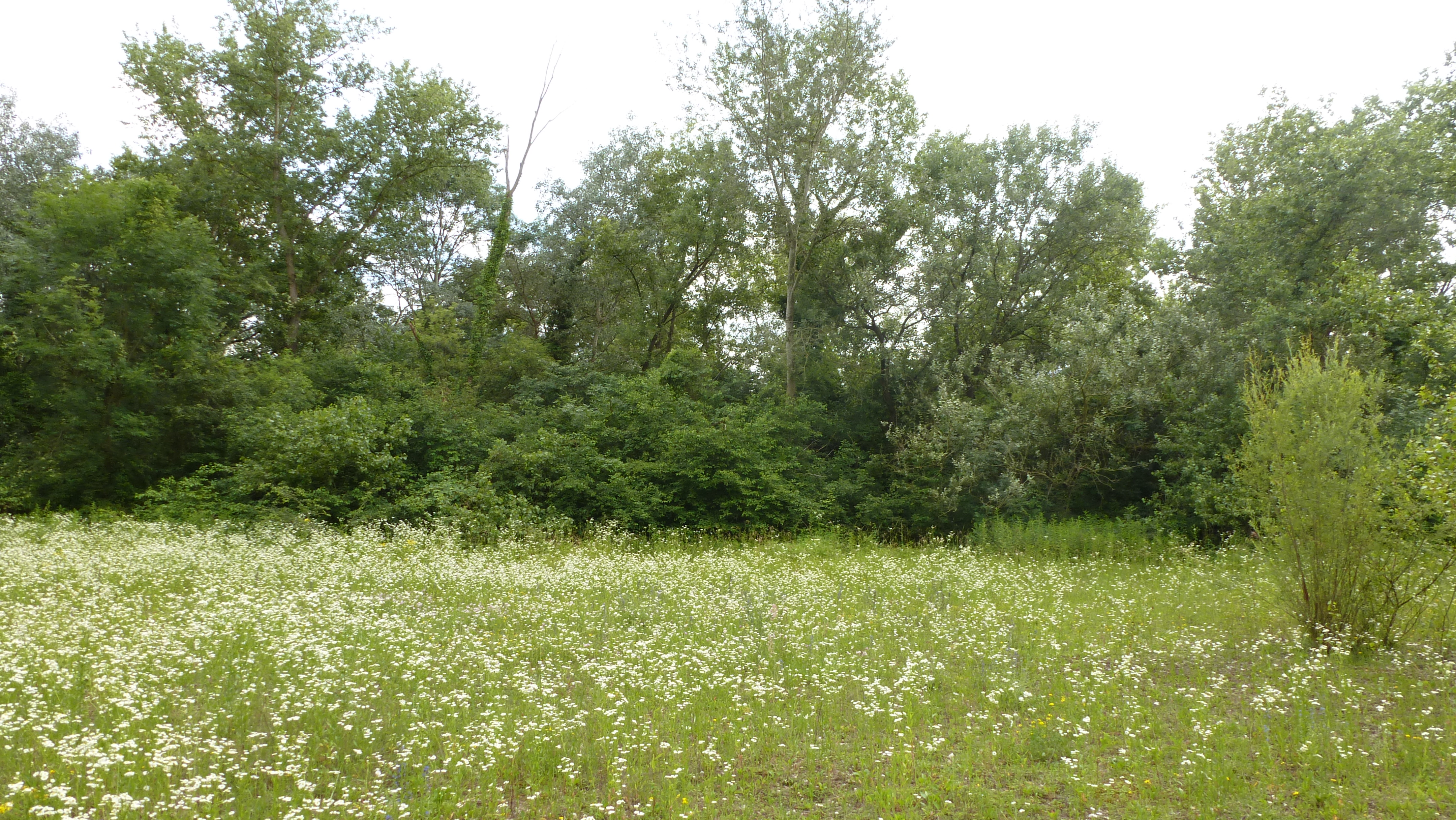
Prairie au Rohrschollen.

Dès 1965, les scientifiques et les associations, mais aussi des habitants s’inquiètent du devenir des forêts alluviales alsaciennes et le projet de réserve naturelle est évoqué.

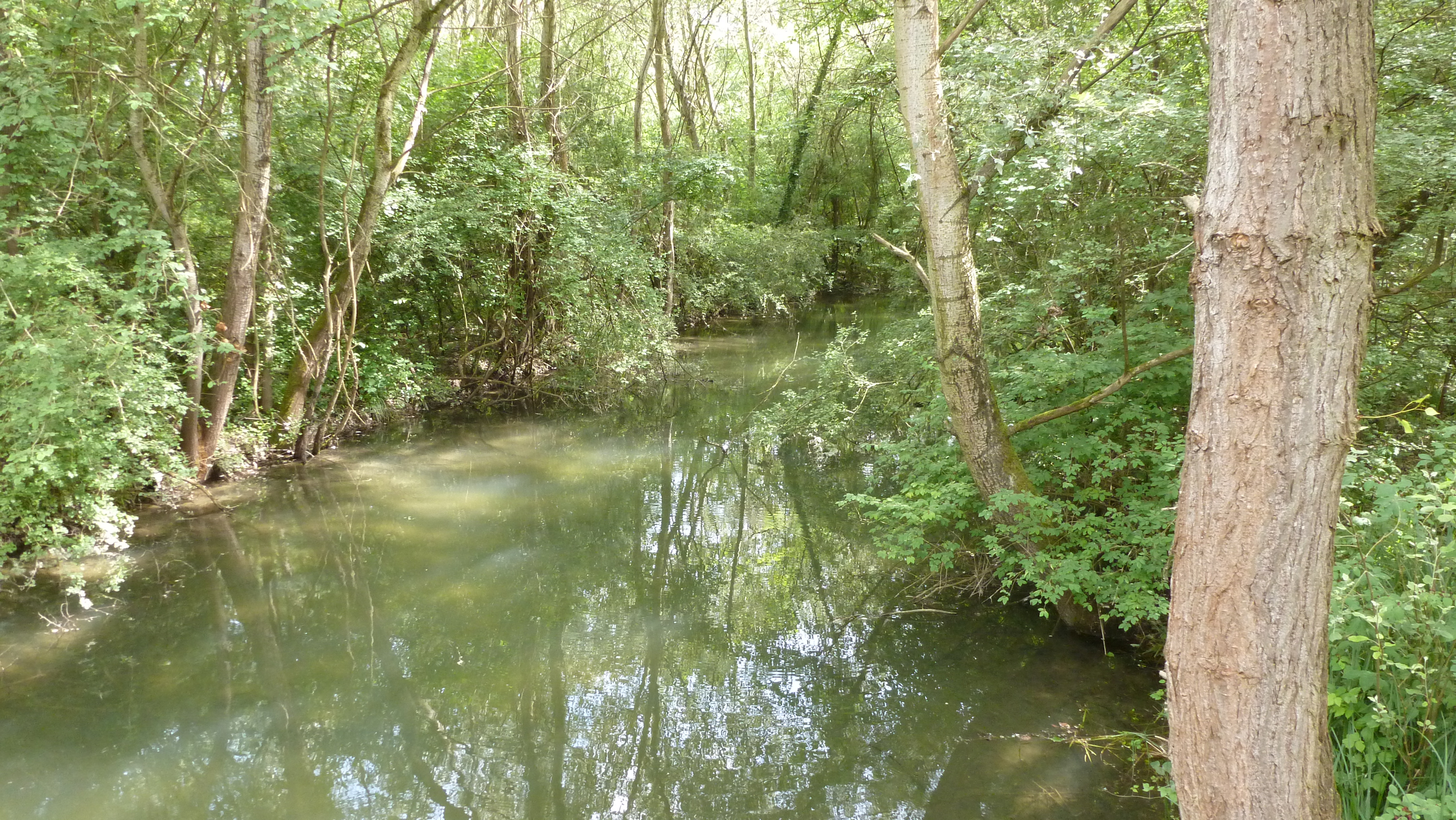
Le Bauerngrundwasser.

Après 1970, date de la mise en service de l’usine hydroélectrique de Strasbourg, l’île du Rohrschollen était très fréquentée par les Strasbourgeois. Ils y recherchaient un endroit de détente et de loisirs. L’ancien cours du Rhin naturel, appelé maintenant Vieux Rhin, servait pour la baignade, la plaisance et la pêche. Son faible débit découvrait souvent d’immenses bancs de graviers et permettait de passer en Allemagne à pied. En limite de forêt, une guinguette recevait les mariniers et les habitants des quartiers proches les week-ends. Un parking avait même été aménagé en pied de digue. Après la fermeture de cet établissement dans les années 1980, ce lieu (dénommé ancien parking) a été occupé par les gens du voyage jusqu’à la création de la réserve en 1997.

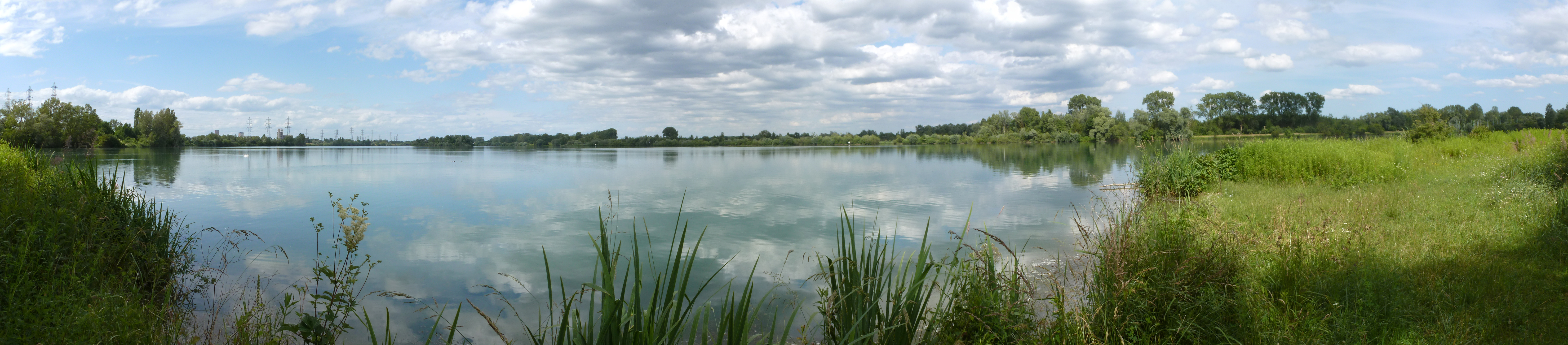
Panorama du Rhin au Rohrschollen.

## Écologie (biodiversité, intérêt écopaysager…)

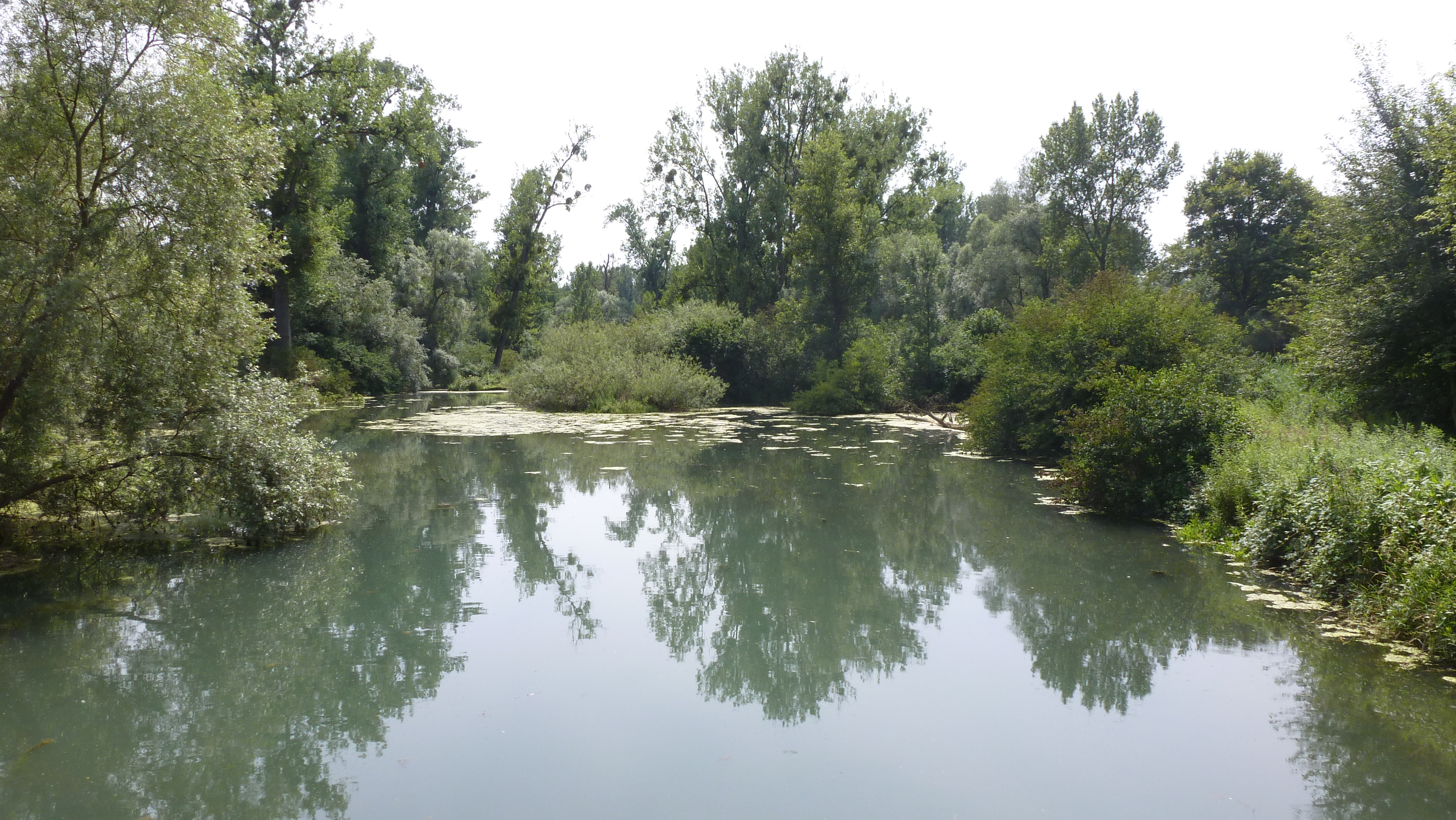
Plan d'eau.

Tout d'abord, le milieu le plus remarquable et protégé par la réserve est sans aucun doute la forêt alluviale. Elle est remarquable à plus d’un titre : c’est un écosystème rare au niveau national et européen. Son seul équivalent en Europe est la forêt alluviale du Danube, pour sa richesse spécifique et son foisonnement végétal qui la font davantage ressembler à la forêt amazonienne. Elle est caractérisée par une variation des hauteurs d’eau et par une diversité du régime hydrobiologique qui détermine la répartition spatiale des essences. Elle est composée de plusieurs strates de végétation et de nombreuses espèces floristiques. Du Nord vers le Sud on distingue : 
- la forêt alluviale à bois tendre caractérisée par une saulaie-peupleraie,
- le stade post-pionnier succède à celle-ci. La strate arborescente s’enrichit : ormes, peupliers, frênes communs et toutes les premières lianes apparaissent,
- le stade terminal ou forêt à bois dur, permet à 23 espèces d’arbres et une quarantaine d’arbustes de se développer de façon remarquable. Les lianes qui atteignent dans ce milieu des tailles exceptionnelles contribuent à donner cet aspect de « forêt jungle » à la forêt. La gestion forestière appliquée consiste à laisser évoluer naturellement la forêt ce qui favorise le développement de la faune (insectes et oiseaux forestiers)[2].

Située au nord de l'île, entre le Vieux Rhin et la digue des hautes eaux, la prairie alluviale est une zone ouverte où alternent bosquets et zones à plantes hautes. Elle présente une très grande diversité de végétation et a fait l'objet d'une étude détaillée en 2008 : 13 unités végétales différentes ont été répertoriées et un total de 231 espèces a été inventorié.
Les milieux aquatiques sont également présents sur la réserve sous plusieurs formes : ancien cours du Rhin naturel, Bauerngrundwasser, mares et zones temporairement inondées.

### Flore

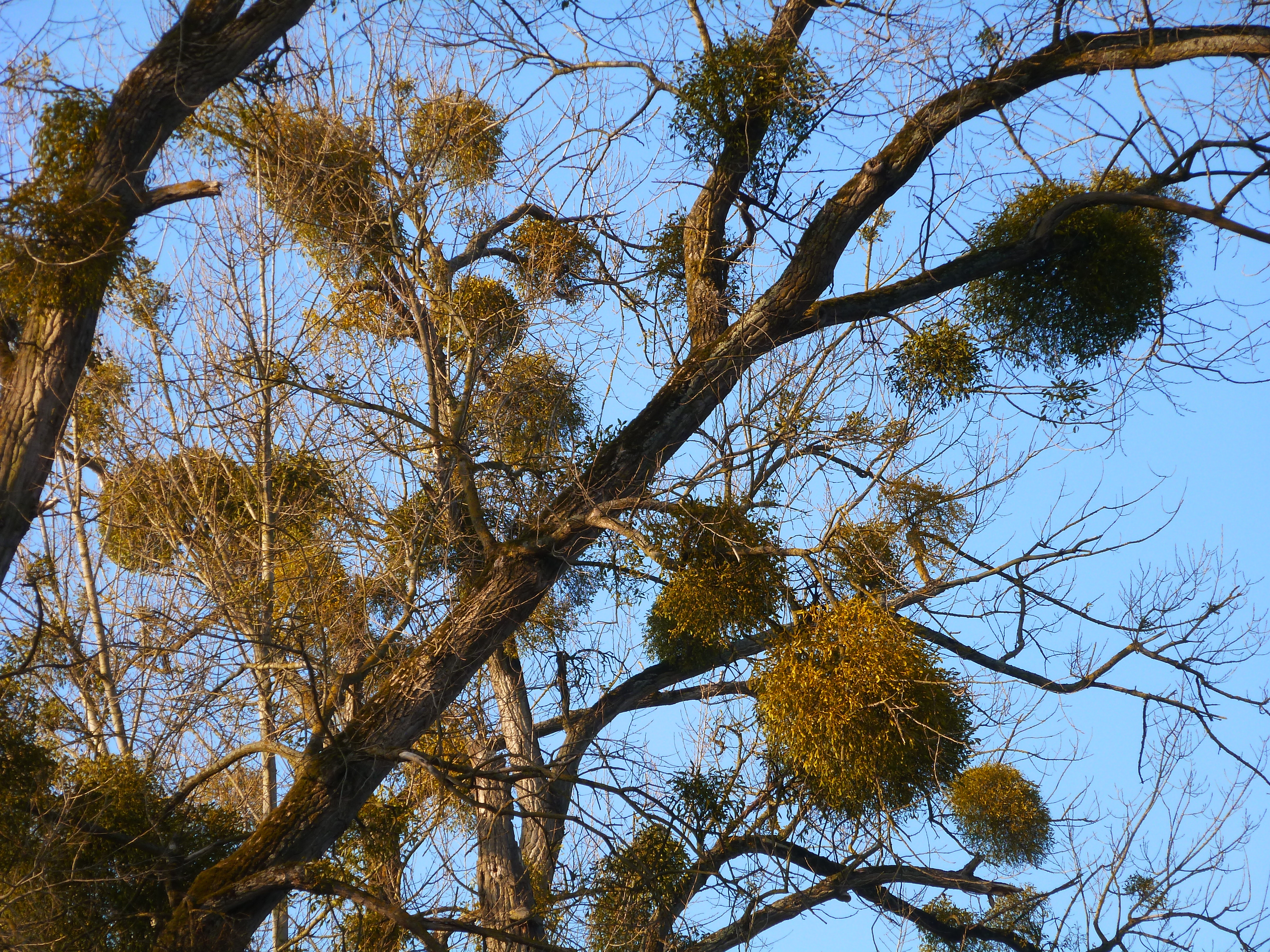
Boules de gui.

L'espèce typique de la forêt alluviale est le Peuplier noir. Mais d'autres essences d’arbres sont adaptées à ce milieu comme le Frêne, le Saule blanc, le Chêne ou l’Erable sycomore. D’autres espèces sont moins courantes comme l’Orme lisse, le Cornouiller mâle ou le Pommier sauvage. On trouve également beaucoup de lianes comme le Lierre, le Houblon, la Clématite ou encore la rare et protégée Vigne sauvage. Au printemps, le sous-bois est tapissé par l’Ail des ours. On y trouve aussi la Scille à deux feuilles, la Lathrée écailleuse et, dans les stations les plus sèches le Muguet.
Les pelouses sont caractérisées par une végétation rase, thermophile et xérophile. Ces secteurs rappellent des senteurs méditerranéennes grâce aux coussinets de Thym et à la Marjolaine accompagnés d’autres espèces comme la Vipérine, l’Ophrys abeille, l'Orchis pyramidal ou la Violette blanche. Dans les prairies de fauche poussent le Fromental et la Marguerite.
Dans les endroits humides, on trouve la Molinie accompagnées de laîches, du Jonc fleuri et de la Morène. La plante la plus connue des prairies humides rhénanes est sans doute la Valériane ; elle est accompagnée par l’Inule à feuilles de saule qui forme de grandes touffes jaunes dans la prairie, ou la belle et protégée Epipactis des marais, cette orchidée discrète qui pousse au mois de juillet. Les bosquets à Prunelliers, Églantiers, Aubépines ou Cornouillers sanguins servent de refuge et de site de nourrissage pour la faune.

### Faune
Les oiseaux sont représentés par 158 espèces et le site compte plus de 4000 oiseaux d’eau qui viennent hiverner, ce qui fait de la réserve naturelle un site ornithologique de tout premier ordre. Positionnée sur un axe important de migration, la réserve accueille de nombreuses espèces d’oiseaux migrateurs, qui y trouvent refuge et nourriture.
La forêt compte également six espèces de pics (Pic noir, Pic vert, Pic cendré, Pic épeiche, Pic mar, Pic épeichette), des rapaces comme le Milan noir, l'Autour des palombes ou l’Épervier d’Europe et quelques passereaux nichant à la fois sur la prairie et dans la forêt.
Dix espèces d’amphibiens et quatre espèces de reptiles ont été identifiées. Parmi les amphibiens, deux espèces présentent un intérêt régional patrimonial : la Rainette verte et le Triton crêté. Citons également la Grenouille agile, espèce typique des forêts alluviales, et le Lézard agile. De multiples mares et flaques permettent aux grenouilles, crapauds et tritons de subsister et l’observation de la Couleuvre à collier se fait facilement sur les bords des bras internes.
Les insectes justifient une protection forte au sein de la réserve naturelle. Les coléoptères carabiques, espèces nocturnes et carnivores, sont présents en grand nombre ainsi que les cicindèles. On recense aussi 45 espèces de papillons et 27 espèces d'orthoptères.
De nombreuses libellules sont présentes comme le Caleoptéryx éclatant. Mais plus rares sont les rencontres avec un Sanglier ou un Chevreuil.

## Intérêt touristique et pédagogique

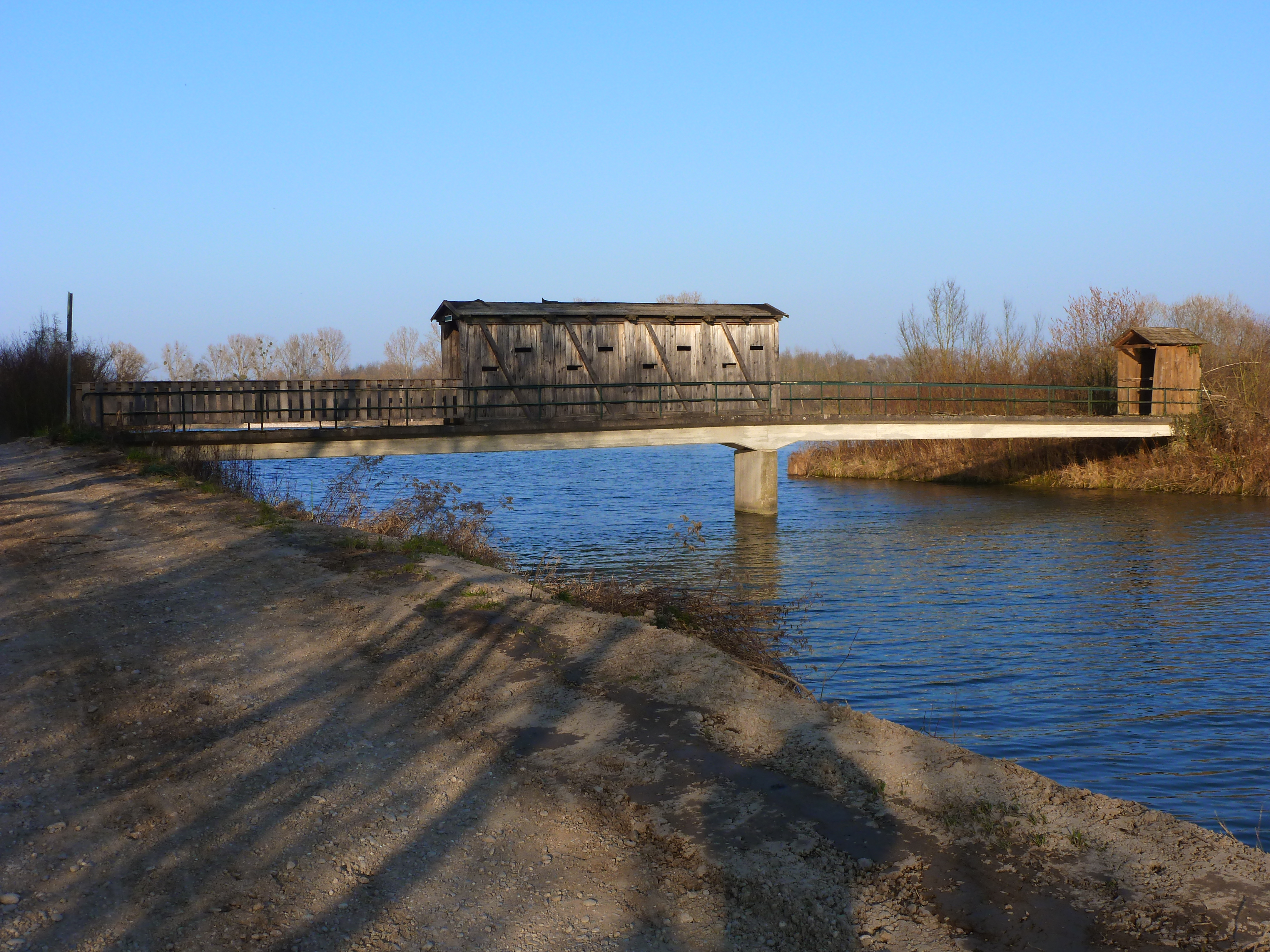
Observatoire.

Elément essentiel pour une réserve naturelle péri-urbaine, la protection du milieu naturel passe par une éducation à
l’environnement auprès des plus jeunes et des moins jeunes. Des visites guidées ainsi que des aménagements à l’entrée de la réserve permettent de sensibiliser un large public.

## Administration, plan de gestion, règlement
La réserve naturelle est gérée par la Commune de Strasbourg.

### Outils et statut juridique
La réserve naturelle a été créée par un décret du 4 mars 1997.

## Gestion des déchets
Au nord de l’île du Rohrschollen, les cendres de l'ancienne usine à charbon de Strasbourg s'amoncellent. Ces dernières étant dix fois plus radioactives que le charbon lui-même, on parle de radioactivité naturelle renforcée.